# Zaspel
Zaspel, auch Zahl, ist eine alte Maßeinheit für Garn. Es kann sich sowohl um einen unselbstständigen Teil eines Stranges handeln, als auch um einen vollständigen Strang.
Beim Aufwinden des Garns auf eine Zählhaspel, auch Weife genannt, wurde nacheinander jeweils eine regional unterschiedliche Anzahl sogenannter Faden zu einem Gebinde verschnürt oder abgebunden (daher der Name „Gebinde“). Eine bestimmte Menge Gebinde bildete schließlich den fertigen Garnstrang. Ein Faden wurde durch eine volle Umdrehung einer Haspel abgemessen. Die Fadenlänge war daher vom Umfang der Haspel abhängig, der wiederum auch vom Material des zu messenden Garnes wie Seide, Baumwolle, Leinen, Wolle bestimmt wurde.

## Preußisches Schlesien und Breslau
- 1 Faden Leinengarn = 4 schlesische Ellen = 3,944 hannoversche Ellen
- 1 Gebinde = 20 Faden
- 1 Zaspel = 20 Gebinde
- 1 Strähn = 3 Zaspel = 60 Gebinde = 1200 Faden
- 1 Stück = 4 Strähn = 4800 Faden = 18.931 hannoversche Ellen
- 1 Schock = 60 Stück = 240 Strähn

## Böhmen, Mähren und Österreichisch-Schlesien
- 1 Faden feines Leinengarn = 3 Böhmische Ellen = 2,288 Wiener Ellen = 790 Pariser Linien = 1,682 Meter
- 1 Faden grobes Garn = 4 Ellen (böhm.) = 3,05 Wiener Ellen = 1053 Pariser Linien = 2,376 Meter
- 1 Gebinde = 20 Faden
- 1 Zaspel = 20 Gebinde
- 1 Strähn = 3 Zaspel = 60 Gebinde = 1200 Faden
- 1 Stück = 4 Strähn
- 1 Mandel = 6 Strähn
- 1 Schock = 24 Strähn

Oft wird betrügerisch der Strang nur aus 59 Gebinden, jedes davon nur aus 19 Faden bestehend, hergestellt; der Faden oft auch nur in einer Länge von 3,5 Ellen.
An mehreren Orten haspelt man mit drei-elligem Faden folgendermaßen:
- 1 Gebinde = 20 Faden
- 1 Strähn = 40 Gebinde
- 1 Stück = 6 Strähn
- 1 Mandel = 15 Stück
- 1 Schock Garn = 4 Mandel = 60 Stück

Bei Zwirn galt:
- 1 Strähn = 60 Gebinde = 1200 Faden zweidrahtiges Garn (grober Landzwirn)
- 1 Strähn = 720 Faden dreidrahtiges Garn (grober Landzwirn)
- 1 Strähn = 540 Faden vierdrahtiges Garn (grober Landzwirn)

und
- 1 Strähn = 2400 Faden zweidrahtiges Garn (feiner Fürstenzwirn)
- 1 Strähn = 1440 Faden dreidrahtiges Garn (feiner Fürstenzwirn)
- 1 Strähn = 1080 Faden vierdrahtiges Garn (feiner Fürstenzwirn)

## Königreich Sachsen, Dresden, Leipzig
König Friedrich August II. erließ 1834 ein Mandat zur Vereinheitlichung der Garnmaße. 
- 1 Faden Leinengarn = 4 Leipziger Ellen
- 1 Gebind = 20 Faden
- 1 Strähn = 2 Zaspel = 40 Gebind = 800 Faden
- 1 Stück Garn = 6 Strähn = 12 Zaspel = 240 Gebind = 4800 Faden = 19200 Ellen

- 1 Faden Woll- und Baumwollgarn = 4 Leipziger Ellen
- 1 Gebind = 20 Faden
- 1 Strähn = 3 Zaspel = 60 Gebind = 1200 Faden
- 1 Stück Garn = 4 Strähn

## Großherzogtum Hessen
- 1 Faden = 3 hessische Ellen = 72 Zoll = 1,8 Meter, manchmal aber auch 88, 90, 96, 97, 108 oder 120 Zoll
- 1 Gebinde = 60 Faden (auch möglich 26, 52 oder 120 Faden)
- 1 Zaspel oder Zahl (Strang) = 20 Gebinde (auch möglich 10 Gebinde) = 1200 Faden

## Fulda
- 1 Weiffaden = 5 ½ Ellen
- 1 Gebinde = 26 Faden
- 1 Zaspel = 20 Gebind = 2860 Ellen = 4863 Pariser Fuß[3]

oder 
- 1 Weife (Faden) Leinengarn = 5 ¼ Ellen (fuldaische) = 1065 4/5 Pariser Linien = 2,4 Meter
- 1 Gebinde = 26 Faden
- 1 Zaspel = 500 Faden[4]

## Andere Bezeichnungen der Maße für Garnstränge
- Écheveau
- Geschleif
- Hank
- Lopp
- Roof
- Schneller
- Toll